# George Reader
George Reader (ur. 22 listopada 1896 w Nuneaton, zm. 13 lipca 1978 w Southampton) – angielski piłkarz, potem sędzia piłkarski, sędzia finałowego meczu Mistrzostw Świata 1950 pomiędzy Urugwajem a Brazylią (2:1). Najstarszy sędzia w historii mistrzostw świata.

## Kariera piłkarska
George Reader w czasie swojej kariery piłkarskiej był zawodnikiem: Exeter City, Southampton, Harland and Wolff i Cowes Sports. Karierę zakończył w 1930 roku.

## Kariera sędziowska
George Reader był z zawodu nauczycielem. Karierę sędziowską rozpoczął w 1936 roku. Początkowo był sędzią liniowym. W 1939 roku poprowadził pierwszy mecz The Football League. W czasie II wojny światowej prowadził mecze Football League War Cup. W 1944 roku zrezygnował z sędziowania meczów ligi angielskiej, by w latach 1948–1950 ponownie pojawić się na angielskich boiskach. W 1948 roku był sędzią podczas igrzysk olimpijskich 1948 w Londynie.
W 1950 roku George Reader na mistrzostwach świata w Brazylii sędziował w czterech meczach: 24 czerwca pomiędzy Brazylią a Meksykiem (4:0), 2 lipca pomiędzy Urugwajem a Boliwią (8:0), 9 lipca mecz rundy finałowej Hiszpania-Urugwaj (2:2).
16 lipca 1950 roku na Maracanie w Rio de Janeiro prowadził mecz finałowy pomiędzy Urugwajem a Brazylią (2:1). W 47. minucie meczu doszło do niecodziennego incydentu: po bramce Friaci dla Brazylijczyków, urugwajski zawodnik Obdulio Varela wziął piłkę z siatki i zaczął kłócić się z Readerem, a ponieważ Reader nie znał języka hiszpańskiego, nakazał zawodnikom grać dalej i wtedy Varela wydał okrzyk: "Teraz nadszedł czas, aby wygrać". Potem prezes FIFA Jules Rimet to zdarzenie skomentował następująco: "Cisza była chorobliwa, czasami zbyt trudna do zniesienia." George Reader mecz ten prowadził mając 53 lata, 6 miesięcy i 25 dni, co czyni go najstarszym arbitrem w historii mundialu.
Ostatni mecz Readera w karierze sędziowskiej miał miejsce 14 kwietnia 1956 w Lizbonie podczas meczu Portugalia-Francja (2-1).

## Emerytura
George Reader po zakończeniu kariery sędziowskiej przeszedł również na nauczycielską emeryturę. W 1963 roku został prezesem Southampton F.C. W sezonie 1975/1976 podczas meczu finałowego Puchar Anglii, który zakończył się zwycięstwem jego klubu, miał zaszczyt zasiąść na trybunach obok królowej Elżbiety II.
George Reader zmarł 13 lipca 1978 w Southampton w wieku 81 lat.